# Pale Communion
Pale Communion jedanaesti je studijski album švedskog progresivnog metal sastava Opeth. Diskografska kuća Roadrunner Records objavila ga je 26. kolovoza 2014. Njegovi su producenti Mikael Åkerfeldt i Tom Dalgety, a miksao ga je Steven Wilson. Prvi je album skupine s klavijaturistom Joakimom Svalbergom nakon odlaska Pera Wiberga 2011. U prvom je tjednu objave u Sjedinjenim Državama prodan u 13.000 primjeraka, zbog čega je debitirao na 19. mjestu ljestvice Billboard 200.

## Glazbeni stil
Na Pale Communionu nastavlja se odmak od prijašnjeg glazbenog stila prema elementima retrospektivnog progresivnog rocka, koji se počeo događati na albumu Watershed iz 2008. i koji se posve dogodio na albumu Heritage iz 2011. Kao što je bio slučaj i na Heritageu, odsutni su i elementi death i black metala, koji su dotad bili prisutni u Opethovim pjesmama. Pjevač i gitarist Mikael Åkerfeldt autor je svih pjesama.
Uvodna pjesma "Eternal Rains Will Come" prikazuje dvije ključne odrednice albuma: bubnjarske dionice nadahnute jazzom i višeglasne vokalne dionice. Uvelike su prisutne i Hammondove orgulje.
Dok je na prijašnjem uratku pjesma "Slither" napisana u počast grupi Rainbow, na Pale Communionu pjesma "Goblin" napisana je u počast istoimenoj talijanskoj progresivnoj rock skupini. Jedina je instrumentalna skladba na albumu.
Mikael Åkerfeldt, pjevač i gitarist skupine, za album je izjavio: "Za ovaj sam album želio snimiti melodičnije pjesme, pa su zato vokalne melodije snažnije, a na albumu ima i više melodija općenito." Greg Kennelty iz Metal Injectiona komentirao je da na uratku nema "growlova ni vokalnog stila tipičnog za death metal". Također je rekao da je ili "karika koja nedostaje između albuma Damnation i Ghost Reveries ili zvuči kao Heritage snimljen odmah nakon Ghost Reveriesa, kao da Watershed nikad nije nastao".
AllMusicov Thom Jurek usporedio je uradak s Deep Purpleovim albumom In Rock i ranom glazbom King Crimsona, a istaknuo je i utjecaj jazz fuzije.

## Omot albuma
Naslovnicu albuma izradio je Travis Smith, koji je i prije radio na Opethovim omotima albuma. Na omotu se pojavljuje tekst na latinskom jeziku. Uz prvu sliku priložen je citat Axela Oxenstierne: "Ne znaš li, sine moj, s koliko se malo mudrosti upravlja svijetom?" (An nesci, mi fili, quantilla prudentia mundus regatur?). Druga slika citira Terencija: "U ovo se vrijeme prijatelji stječu laskanjem, a istina rađa mržnju." (Hoc tempore obsequium amicos, veritas odium parit, Andria, vv. 67–68). Posljednja slika citira Marcijala: "Istinski tuguje tko tuguje bez svjedoka." (Ille dolet vere qui sine teste dolet, Epigrammata, I, 33).
Iako je naslovnica uspoređena s omotom koncertnog albuma Pictures at an Exhibition grupe Emerson, Lake and Palmer, Opeth nije namjerno aludirao na nju.

## Popis pjesama
Tekstovi i glazba: Mikael Åkerfeldt. 
| 1.    | »Eternal Rains Will Come«         | 6:46  |
| 2.    | »Cusp of Eternity«                | 5:36  |
| 3.    | »Moon Above, Sun Below«           | 10:52 |
| 4.    | »Elysian Woes«                    | 4:47  |
| 5.    | »Goblin« (instrumentalna skladba) | 4:32  |
| 6.    | »River«                           | 7:30  |
| 7.    | »Voice of Treason«                | 8:00  |
| 8.    | »Faith in Others«                 | 7:39  |
| 55:42 |                                   |       |

## Recenzije
Pale Communion dobio je uglavnom pozitivne kritike. Na Metacriticu, mrežnom mjestu koje prikuplja ocjene recenzenata iz glavne struje i na temelju njih uratku dodjeljuje ocjenu od 0 do 100, uradak je na temelju 12 recenzija dobio ocjenu 75 od 100, što označava "uglavnom pozitivne recenzije".
U recenziji za The Guardian Dom Lawson albumu je dao najvišu ocjenu i posebno je pohvalio Åkerfeldtovo pjevanje. Napisao je: "S njegovom sposobnošću diranja u srce dok pjeva namjerno nejasne tekstove jedino se mogu usporediti prekrasni aranžmani tih pjesama i mehanički precizno sviranje." Posebno je pohvalio posljednju pjesmu na uratku; opisao ju je "istovremeno najdubljom i najdirljivijom pjesmom koju je Åkerfeldt ikad napisao i privlačan uvid u jednu od mogućih budućnosti ove skupine bez premca."
Thom Jurek također je pohvalio uradak u recenziji za AllMusic. Usporedio ga je s prethodnim Opethovim uradcima i izjavio: "Uistinu, na mahove je istraživao prog od Ghost Reveriesa iz 2005. Pale Communion dovršava prijelaz i ne dokazuje samo da je Heritage bio idući korak, nego i da je bio novi početak... [Pjesme na] Pale Communionu usredotočenije su i profinjenije od onih na Heritageu. Iako Opeth spremno prikazuje brojne glazbene utjecaje, na koncu zvuči kao on sam. Taj je skup pjesama velik korak naprijed, ne samo stilski, nego i instrumentalno i izvedbeno; gotovo da mu nema kraja što se kreativnosti tiče."
Sarah Kitteringham bila je manje naklonjena uratku u recenziji za časopis Exclaim!; izjavila je: "Pjesme su dugačke (nijedna ne traje kraće od četiri i pol minute), a strpljivi će slušatelji dočekati najbolje (vrhunac albuma jest, kao što je bio slučaj s Heritageom, u drugoj polovici pjesama); Pale Communion album je koji treba poslušati više puta kako bi ga se shvatilo. Jedan čimbenik koji se pojavljuje u cijeloj Opethovoj diskografiji tu je prisutan u ogromnoj količini: ti zlokobni rifovi i tugaljiva emocionalnost. Sigurno neće zadovoljiti Opethove obožavatelje koje je razbjesnio Heritage (ili, odete li dalje u prošlost, polarizirajući Watershed), ali će zaintrigirati i usrećiti slušatelje spremne prihvatiti prošireni zvuk skupine."
Pitchforkov Grayson Currin iznio je više kritika: "Pale Communionu, prvom Opethovu albumu u tri godine, nedostaju posvemašnja snaga volje i pretežna ambicija najboljeg rada skupine, tj. srž koja je neobičnost činila podnošljivom." Recenziju je zaključio ovako: "Čak i da ne možete podnijeti nefleksibilnost njegove metodičke veličine, teško bi bilo poreći da je [u pjesme] uložen velik trud i mašta. Međutim, Pale Communion samo se igra osnovama, otkriva utjecaje koji su već bili očiti, ali ne ulijeva im novu energiju. Nije stvar u tome da Opeth nije zabavan. Stvar je u tome da nema novih ideja i života u tih osam pjesama, što je rijetkost za katalog osmišljen da preplavi."

## Zasluge
| Opeth - Mikael Åkerfeldt – vokali, gitara, produkcija, tonska obrada vokala, umjetnički direktor - Fredrik Åkesson – gitara, prateći vokali - Martin Axenrot – bubnjevi, udaraljke - Martín Méndez – bas-gitara - Joakim Svalberg – klavijature, prateći vokali Dodatni glazbenici - Steven Wilson – prateći vokali, miksanje | Ostalo osoblje - Tom Dalgety – produkcija, tonska obrada - Janne Hansson – tonska obrada (Hammondovih orgulja) - Dave Stewart – aranžman gudaćih glazbala - Paschal Byrne – masteriranje - Travis Smith – ilustracije, dizajn |

## Ljestvice
| Ljestvica (2014.)                          | Najviša pozicija |
| ------------------------------------------ | ---------------- |
| Australija                                 | 17.              |
| Austrija                                   | 11.              |
| Belgija (Flandrija)                        | 142.             |
| Belgija (Valonija)                         | 158.             |
| Danska                                     | 13.              |
| Finska                                     | 1.               |
| Francuska                                  | 45.              |
| Italija                                    | 37.              |
| Kanada                                     | 9.               |
| Mađarska                                   | 5.               |
| Nizozemska                                 | 23.              |
| Norveška                                   | 5.               |
| Novi Zeland                                | 26.              |
| Njemačka                                   | 3.               |
| Poljska                                    | 42.              |
| Sjedinjene Američke Države (Billboard 200) | 19.              |
| SAD (Top Hard Rock Albums)                 | 2.               |
| SAD (Top Rock Albums)                      | 4.               |
| SAD (Top Tastemaker Albums)                | 3.               |
| Španjolska                                 | 45.              |
| Švedska                                    | 3.               |
| Švicarska                                  | 24.              |
| Ujedinjeno Kraljevstvo                     | 14.              |